# Les Studios de la Fabrique
Les Studios de la Fabrique sont des studios d'enregistrement résidentiels français situés à Saint-Rémy-de-Provence.  

## Historique
Ils sont créés en juin 2008 par l'ingénieur du son Hervé Le Guil (créateur du Studio Gimmick à Yerres, dans l'Essonne, où il enregistre, de 1985 à 2000, entre autres Charles Aznavour, Étienne Daho ou encore Michel Petrucciani) dans une bâtisse appelée « La Fabrique », haut lieu de production de garance et de chardon entre 1819 et 1967. 
La bibliothèque de la demeure, qui appartenait à la Fondation Armand Panigel jusqu'en 2014 avant d'être rachetée par Hervé Le Guil,, abrite la collection du critique musical et homme de télévision Armand Panigel : 200 000 vinyles de musique classiques (dont 70 000 78 tours) soit « la plus grande collection privée de vinyles de France », 40 000 films et 160 000 livres et partitions,,,. Elle est mise à la disposition des étudiants et des chercheurs. En 2016, une part importante de la collection n'est pas encore cataloguée. 

## Activité
À l'intérieur de sa salle principale, le studio utilise, une console analogique Neve de 14 000 boutons. Elle est entourée de disques vinyles de sa collection, ce qui crée une des multiples acoustiques du lieu (3 000 m2),.
En juillet 2010 et 2011, le « Festival de la Bande Originale » s'y déroule,,.
De nombreux d'artistes viennent en résidence ou enregistrer aux Studios de la Fabrique, tels qu'Arthur H, Axel Bauer, Piers Faccini, Jacques Higelin, Julien Doré, Jean-Louis Aubert, Les Têtes Raides, Foals, Nick Cave, Morrissey, Rammstein , Radiohead et bien d'autres.
Depuis 2010, les studios accueillent périodiquement une formation appelée « Mix with the Masters ». Elle est dispensée à des ingénieurs du son par certains de leurs pairs renommés internationalement,,.
Grand Corps Malade, Ben Mazué et Gaël Faye y enregistrent leur mini-album Éphémère (2022).